# Méru
Méru – miejscowość i gmina we Francji, w regionie Hauts-de-France, w departamencie Oise.
Według danych na rok 1990 gminę zamieszkiwało 11 928 osób, a gęstość zaludnienia wynosiła 522 osoby/km² (wśród 2293 gmin Pikardii Méru plasuje się na 16. miejscu pod względem liczby ludności, natomiast pod względem powierzchni na miejscu 54.).